# New Moon Daughter
New Moon Daughter är ett musikalbum från 1995 av den amerikanska jazzsångaren Cassandra Wilson. Det nådde förstaplatsen på Billboard-listan för jazzalbum 1996.

## Låtlista
1. Strange Fruit (Lewis Allan) – 5:36
2. Love is Blindness (Adam Clayton/David Evans/Paul Hewson/Laurence Mullen) – 4:53
3. Solomon Sang (Cassandra Wilson) – 5:56
4. Death Letter (Son House) – 4:14
5. Skylark (Hoagy Carmichael/Johnny Mercer) – 4:09
6. Find Him (Cassandra Wilson) – 4:40
7. I'm So Lonesome I Could Cry (Hank Williams) – 4:52
8. Last Train to Clarksville (Tommy Boyce/Bobby Hart) – 5:17
9. Until (Cassandra Wilson) – 6:30
10. A Little Warm Death (Cassandra Wilson) – 5:45
11. Memphis (Cassandra Wilson) – 5:06
12. Harvest Moon (Neil Young) – 5:01

## Medverkande
- Cassandra Wilson – sång, gitarr
- Cyro Baptista – slagverk, mungiga
- Dougie Bowne – slagverk, trummor, vibrafon
- Gary Breit – Hammondorgel
- Kevin Breit – gitarr, elgitarr, banjo, bouzouki
- Brandon Ross – gitarr, elgitarr
- Charles Burnham – violin
- Tony Cedras – accordion
- Graham Haynesv – kornett
- Lawrence "Butch" Morris – kornett
- Jeff Haynes – slagverk, bongos
- Peepers – kör
- Mark Peterson – bas
- Lonnie Plaxico – bas
- Gib Wharton – pedal steel guitar
- Chris Whitley – gitarr